# Kang Ye-won
Kang Ye-won (* 15. März 1980 in Seoul; wirklicher Name: Kim Ji-eun) ist eine südkoreanische Schauspielerin.

## Filmografie

### Filme
- 2002: Sex of Magic (마법의 성 Mabeop-ui Seong)
- 2002: Addicted (중독 Jungdok)
- 2007: Miracle on 1st Street (1번가의 기적 1-beonga-ui Gijeok)
- 2009: Tsunami – Die Todeswelle (해운대 Haeundae)
- 2010: Harmony (하모니)
- 2010: Hello Ghost (헬로우 고스트)
- 2011: Adrenalin Rush (퀵 Quick)
- 2012: Ghost Sweepers (점쟁이들 Jeomjaengideul)
- 2012: El Condor Pasa (엘 꼰도르 빠사)
- 2014: The Huntresses (조선미녀 삼총사 Joseon Minyeo Samchongsa)
- 2014: My Ordinary Love Story (내 연애의 기억 Nae Yeonae-ui Gieok)
- 2015: Love Clinic(연애의 맛 Yeonae-ui Mat)
- 2016: Insane (날, 보러와요 Nal, Boreowayo)
- 2016: Trick (트릭)

### Fernsehserien
- 2001: Honey, Honey (허니허니, SBS)
- 2004: My 19 Year Old Sister-in-Law (형수님은 열아홉 Hyeongsunim-eun Yeolahop, SBS)
- 2012: One Thousandth Man (천 번째 남자 Cheon Beonjjae Namja, MBC)
- 2014: Bad Guys (나쁜 녀석들 Nappeun Nyeoseok-deul, OCN)
- 2017: Sister’s Slam Dunk (언니들의 슬램덩크 Eonnideurui Seullaemdeongkeu, KBS)

## Auszeichnungen
2010
- Chunsa Film Art Awards: Beste Neue Darstellerin für Harmony